# Musica è
"Musica è" is een nummer van de Italiaanse zanger Eros Ramazzotti. Het nummer werd uitgebracht op zijn gelijknamige mini-album uit 1988. Dat jaar werd het nummer uitgebracht als de derde single van het album.

## Achtergrond
In "Musica è" beschrijft Ramazzotti wat muziek voor hem betekent, en vooral in combinatie met iemand die veel voor hem betekent. Met een lengte van elf minuten vonden radiostations het te lang om te draaien. Met toestemming van Ramazzotti liet radio-dj Frits Spits een versie van vier minuten maken, die wel op de radio werd uitgezonden.
"Musica è" behaalde in Ramazotti's thuisland Italië de derde plaats in de hitlijsten. In Nederland behaalde het de twaalfde plaats in de Top 40, terwijl in de Nationale Hitparade Top 100 de veertiende plaats werd bereikt. In Vlaanderen kwam het tot de vijftiende plaats in de Ultratop 50. In 1997 maakte Ramazzotti voor zijn verzamelalbum Eros een nieuwe versie van het nummer in een duet met Andrea Bocelli. In 2007 nam hij opnieuw een nieuwe versie op voor zijn verzamelalbum e², waarbij hij speelde met Gian Piero Reverberi en het London Session Orchestra.

## Hitnoteringen

### Nederlandse Top 40
| Hitnotering: 14-01-1989 t/m 04-03-1989 | Hitnotering: 14-01-1989 t/m 04-03-1989 | Hitnotering: 14-01-1989 t/m 04-03-1989 | Hitnotering: 14-01-1989 t/m 04-03-1989 | Hitnotering: 14-01-1989 t/m 04-03-1989 | Hitnotering: 14-01-1989 t/m 04-03-1989 | Hitnotering: 14-01-1989 t/m 04-03-1989 | Hitnotering: 14-01-1989 t/m 04-03-1989 | Hitnotering: 14-01-1989 t/m 04-03-1989 | Hitnotering: 14-01-1989 t/m 04-03-1989 |
| Week                                   | 1                                      | 2                                      | 3                                      | 4                                      | 5                                      | 6                                      | 7                                      | 8                                      |                                        |
| -------------------------------------- | -------------------------------------- | -------------------------------------- | -------------------------------------- | -------------------------------------- | -------------------------------------- | -------------------------------------- | -------------------------------------- | -------------------------------------- | -------------------------------------- |
| Positie                                | 25                                     | 18                                     | 13                                     | 12                                     | 14                                     | 19                                     | 31                                     | 38                                     | uit                                    |

### Nationale Hitparade Top 100
| Hitnotering: 07-01-1989 t/m 25-03-1989 | Hitnotering: 07-01-1989 t/m 25-03-1989 | Hitnotering: 07-01-1989 t/m 25-03-1989 | Hitnotering: 07-01-1989 t/m 25-03-1989 | Hitnotering: 07-01-1989 t/m 25-03-1989 | Hitnotering: 07-01-1989 t/m 25-03-1989 | Hitnotering: 07-01-1989 t/m 25-03-1989 | Hitnotering: 07-01-1989 t/m 25-03-1989 | Hitnotering: 07-01-1989 t/m 25-03-1989 | Hitnotering: 07-01-1989 t/m 25-03-1989 | Hitnotering: 07-01-1989 t/m 25-03-1989 | Hitnotering: 07-01-1989 t/m 25-03-1989 | Hitnotering: 07-01-1989 t/m 25-03-1989 | Hitnotering: 07-01-1989 t/m 25-03-1989 |
| Week                                   | 1                                      | 2                                      | 3                                      | 4                                      | 5                                      | 6                                      | 7                                      | 8                                      | 9                                      | 10                                     | 11                                     | 12                                     |                                        |
| -------------------------------------- | -------------------------------------- | -------------------------------------- | -------------------------------------- | -------------------------------------- | -------------------------------------- | -------------------------------------- | -------------------------------------- | -------------------------------------- | -------------------------------------- | -------------------------------------- | -------------------------------------- | -------------------------------------- | -------------------------------------- |
| Positie                                | 74                                     | 43                                     | 25                                     | 14                                     | 14                                     | 18                                     | 22                                     | 27                                     | 40                                     | 55                                     | 63                                     | 94                                     | uit                                    |

### NPO Radio 2 Top 2000
| Nummer met noteringen in de NPO Radio 2 Top 2000 | '99 | '00 | '01 | '02 | '03 | '04 | '05 | '06 | '07 | '08 | '09 | '10 | '11 | '12 | '13 | '14 | '15 | '16 | '17 | '18 | '19 | '20 | '21 | '22 | '23 | '24 |
| ------------------------------------------------ | --- | --- | --- | --- | --- | --- | --- | --- | --- | --- | --- | --- | --- | --- | --- | --- | --- | --- | --- | --- | --- | --- | --- | --- | --- | --- |
| Musica è                                         | 227 | 467 | 383 | 333 | 384 | 319 | 277 | 307 | 330 | 310 | 354 | 355 | 400 | 442 | 415 | 561 | 559 | 761 | 747 | 891 | 909 | 914 | 815 | 921 | 879 | 990 |

1. ↑  Een vetgedrukt getal geeft de hoogste notering aan.